# Christiane Fricke
Christiane E. Fricke (* 1958) ist eine deutsche Kunsthistorikerin, freie Journalistin, Kunstkritikerin, Kunstsammlerin und Autorin, die für verschiedene deutsche Zeitungen und Zeitschriften Artikel verfasst und Kunstausstellungen organisiert.

## Leben
Christiane Fricke hat in Würzburg und Bonn Germanistik, Kunstgeschichte und Archäologie studiert und 1994 mit einer kunsthistorischen Arbeit an der Universität Bonn promoviert. Bis 1992 war sie mit einem Werkvertrag im Kunstmuseum Bonn und im Museum für Moderne Kunst in Frankfurt am Main beschäftigt. Seit 1988 ist Fricke als freie Journalistin in Bonn für den General-Anzeiger Bonn, das Handelsblatt, die Süddeutsche Zeitung, Photonews, Kunstforum International und Weltkunst tätig. Seit 1999 ist sie auch freie Redakteurin beim Handelsblatt im Bereich Kunstmarkt. Seit 2009 betreut sie außerdem die Kunstmarktseiten auf Handelsblatt.com. Von 2011 bis 2015 war Fricke Vorstand der Sektion Kunst, Markt und Recht der Deutschen Gesellschaft für Photographie (DGPh).

## Kunstsammlung
Fricke ist auch zusammen mit ihrem Ehemann Karsten Fricke eine renommierte Kunstsammlerin im Bereich Fotografie. Ihre Sammlung wurde schon in renommierten Museen wie dem Suermondt-Ludwig-Museum in eigenen Ausstellungen gezeigt.

## Veröffentlichungen (Auswahl)
- Der Gang der Dinge. Fruehwerk Verlag, Berlin 2014, ISBN 978-3-941295-11-7.
- In den Zentren der Macht – Erich Salomon. In: Michael Haller, Walter Hömberg (Hrsg.) Ich lass mir den Mund nicht verbieten. Reclam Verlag, Ditzingen 2020, ISBN 978-3-15-011277-9, S. 174–177.
- Bilder, die zu uns sprechen. In: Katalog Aufbrüche – Bilder aus Deutschland. Suermondt-Ludwig-Museum, Aachen 2013, S. 7–15.
- Art of the 20th Century, mit Karl Ruhrberg, Klaus Honnef und Manfred Schneckenburger, Taschen, 2000

- Kunst des 20. Jahrhunderts
- Art au XXe siècle 
- Arte de siglo XX
- Kunst van de 20e eeuw : schilderkunst, beeldhouwkunst, nieuwe media, fotografie 

- Jan Saudek, mit Jan Saudek und Michael Konze, Taschen, 1998, ISBN 9783822874295
- Dialog und Infiltration : wissenschaftliche Strategien in der Kunst, Kunstforum International, Köln, 1999